# Carl Wilhelm Philipp Schmidt
Carl Wilhelm Philipp Schmidt (* 3. September 1811 in Rödelheim; † 3. März 1879 in Oppenheim) war Kreisrat des Kreises Oppenheim.

## Familie
Sein Vater war Heinrich Schmidt, Kammersekretär („Finanzminister“) der Grafschaft Solms-Rödelheim, später des Fürstentums Isenburg, seine Mutter war Friederike Christine, geborene Wegelin. Carl Wilhelm Philipp Schmidt heiratete 1850 in Darmstadt Juliana Rosine Wiener (1838–1888), Tochter des Gastwirts Philipp Wiener.

## Karriere
Carl Schmidt studierte Rechtswissenschaft und begann seine berufliche Laufbahn als Hofgerichtsakzessist. 1842 erhielt er eine besoldete Stelle als Sekretär des Kreises Alsfeld. 1845 wechselte er in gleicher Funktion zum Kreis Mainz und 1847 zum Kreis Darmstadt. Die Revolution von 1848 im Großherzogtum Hessen führte auch zu einer Verwaltungsreform, bei der unter anderem die Kreise aufgelöst und durch Regierungsbezirke ersetzt wurden. Carl Schmidt wurde nun als Sekretär dem Regierungsbezirk Darmstadt zugeteilt. 1850 wechselte er in gleicher Funktion zum Regierungsbezirk Mainz. Als in der Reaktionsära die Regierungsbezirke 1852 aufgelöst und Kreise wiedereingerichtet wurden, wurde Carl Schmidt – zunächst kommissarisch – als Kreisrat des Kreises Oppenheim eingesetzt. 1854 erhielt er die Stelle endgültig. Dort verblieb er, bis er 1877 pensioniert wurde.

## Weitergehende Engagements
Seit 1861 war er Mitglied des Ausschusses des Zivildiener-Witwen-Instituts.

## Ehrungen
- 1871 Ritterkreuz I. Klasse des Verdienstordens Philipps des Großmütigen[1]

- 1877 Ritterkreuz I. Klasse des Ludewigsordens[1]